# Eesti Ekspress
L'Eesti Ekspress è un settimanale in lingua estone pubblicato a Tallinn.
Fondato nel 1989, dal 2018 al 2020 si è occupato di pubblicare la Eesti Tipp-40, la classifica musicale dell'industria musicale estone.